# Eurylabus torvus
Eurylabus torvus är en stekelart som beskrevs av Wesmael 1845. Eurylabus torvus ingår i släktet Eurylabus och familjen brokparasitsteklar. Arten är reproducerande i Sverige. Inga underarter finns listade i Catalogue of Life.